# 沈大成点心店

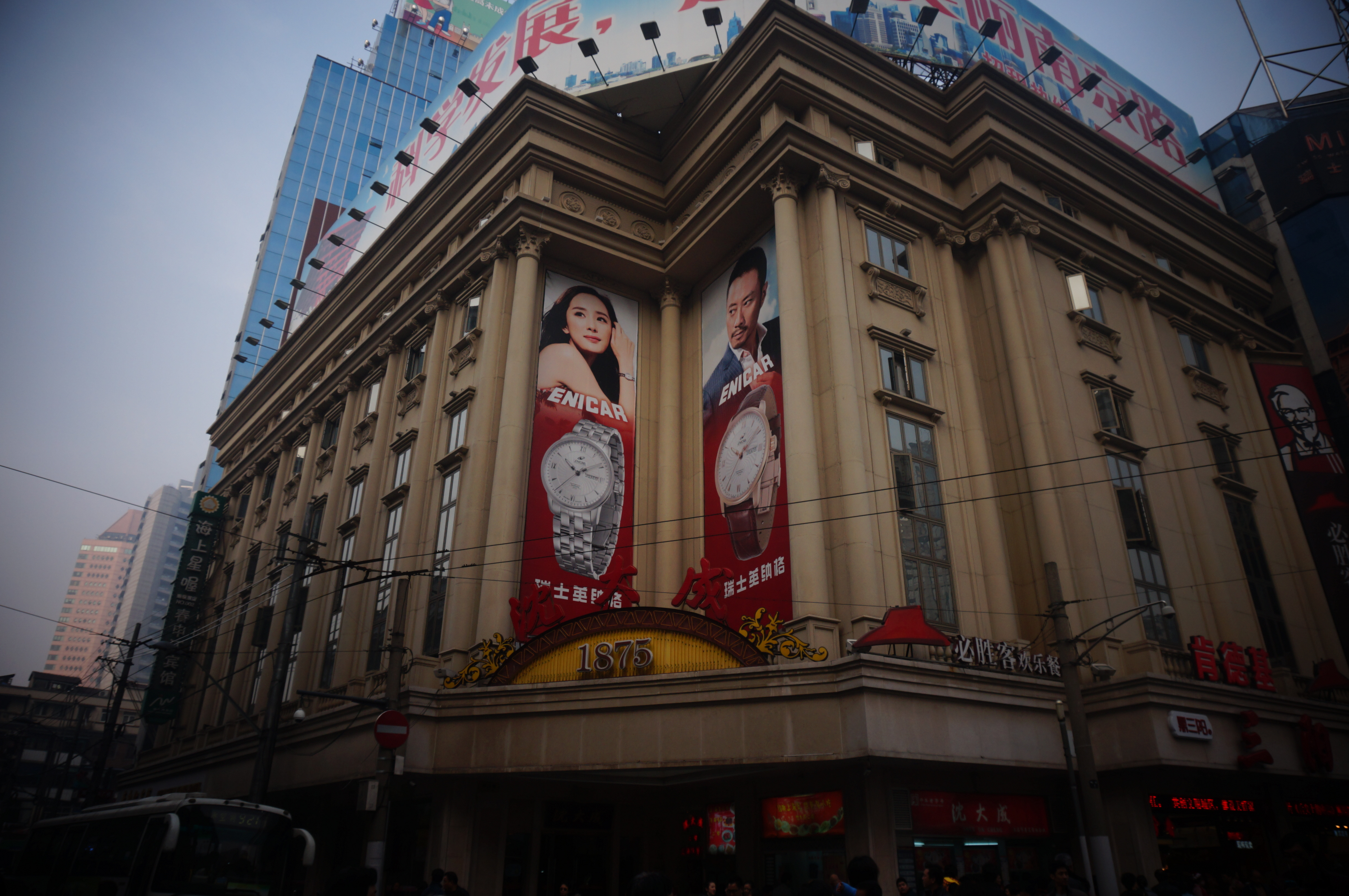
沈大成总店

沈大成点心店，简称沈大成，是一个总部位于上海的餐饮品牌，创建于光绪六年（1875年）。被中华人民共和国商务部评为中华老字号之一。
沈大成起家时创始人沈阿金为集点心与风味小吃之大成，故取店名为沈大成。沈大成最初以苏式糕点和上海小吃扬名上海，在近些年也发展出了些上海风味的特色菜。沈大成的总店位于上海南京路步行街上，并在上海其它地区开有11家直营店。1995年起至今沈大成不仅作为一家餐馆连锁，同样也生产各类速冻食品和即食糕团。
2012年6月，上海沈大成食品有限公司生产的黑米糕（热加工）被检出霉菌计数、菌落总数超标。而沈大成的青团在2009年就曾被查出该类计数超标。

## 餐点
沈大成刚创立时，以寿桃、寿糕、桂花条头糕、双酿团，青团等苏式糕团，蟹粉小笼、馄饨、二面黄等上海小吃著名。近些年来，沈大成也推出了带有上海风味的醉虾、醉蟹和香糟系列。现在，沈大成点心店提供的较有名的点心有虾仁两面黄、蟹粉小笼和太白拉糕，热菜则有松鼠桂鱼、红烧圈子、响油鳝糊和膏蟹年糕。